# REINA (AV女優)
REINA（れいな、1985年8月1日 - ）は、日本の元AV女優。

## 略歴
2005年に金城美麗（きんじょうみれい）としてAVデビュー。中野美奈、今井もも、藤本まりなのアイデアポケット専属女優陣に加わった。同年12月にREINAに改名。長身・美脚でありながらロリータフェイスのキカタン（企画単体）女優であった。
2006年には楓アイルや田中梨子とともにケイ・エム・プロデュースの企画レーベル「おかず。」のキャンペーンガール、「おかずガールズ。」に選ばれた。

## 作品
金城美麗 名義
- 長身×痴女（2005年5月19日、ヒビノ）
- 女子校生モデルズ170cmOVERS（2005年5月20日、イマージュ）オムニバス作品
- XXXXX!名古屋完全素人編（2005年5月23日、シャイ企画）オムニバス作品
- HIGH SCHOOL FUCK（2005年6月1日、アイデアポケット）
- 爆走!いじられ屋台がイク!!（2005年6月16日、SODクリエイト）
- 念願の○○になった!女子高教師編 〜3年5組20人!夏服、ブルマーで全員集合。〜（2005年6月16日、V&Rプロダクツ）
- 名古屋の中心で、「ア〜イ〜!」をさけぶ（2005年6月24日、アリスJAPAN）
- 猥褻授業 憧れの家庭教師（2005年7月1日、タカラ映像）
- 救性痴女病棟 ワタシ達が全部してあげる!!（2005年7月1日、アイデアポケット）
- 真性レズカップルが素人のM男さんを募集して、2人で相談しながら弄ぶビデオ。（2005年7月5日、ワープエンタテインメント）
- 170以上の女 Vol.4（2005年7月7日、ヒビノ）
- 第2回ドキッ!女だらけのTバック水泳大会 （2005年7月7日、V&Rプロダクツ）他多数共演
- 第2回ドキッ!女だらけのTバック水泳大会の裏側全部見せます（2005年7月7日、V&Rプロダクツ）
- 第2回ドキッ!女だらけのTバック水泳大会 水中カメラ「イルカ君」編（2005年7月7日、V&Rプロダクツ）他多数共演
- Pink Gals [桃色エロビーナス]（2005年7月10日、ドリームチケット）
- 猥褻Honey [密室誘惑 生中継!!]（2005年7月10日、ドリームチケット）
- 制服痴女170cmOver（2005年7月15日、TMA）
- AVガチンコ面接 6（2005年7月15日、エロチカ（ジャパンホームビデオ））オムニバス作品
- ち○こ寸止め観察（2005年7月22日、フリーダム）
- 顔面騎乗（2005年7月22日、フリーダム）
- 脚責め（2005年7月22日、フリーダム）
- 桃尻娘。 2（2005年7月29日、うまなみ。（ケイ・エム・プロデュース））
- 超身女子高生金城美麗 172.5（2005年8月1日、ワンズファクトリー）
- スーパーモデル 背高×性高GIRL（2005年8月12日、イエロー）
- 美脚美女（2005年8月12日、タカラ映像）
- ホテルの廊下やフロントで公然ワイセツ（2005年8月18日、甲斐正明事務所（ブリット））
- S級 素人ギャル千人斬り! vol.2 （2005年8月19日、うまなみ。）
- Sweetie's Hotel *03（2005年8月24日、ゴーゴーズ）
- 恥ずかしいコト。Rebirth（2005年8月25日、アウダースジャパン）
- REAL 同性愛者（2005年8月26日、オーロラプロジェクト）
- 夏生!ビキニギャルズ!（2005年8月26日、おかず。）
- スクール水着 05・夏SPスク水プールの時間（2005年8月27日、ブレイブキング）オムニバス作品
- デキる女大特集 キャリアウーマンはこうしたい（2005年9月2日、TMA）
- 欲情お姉様中出し（2005年9月16日、タカラ映像）オムニバス作品
- 乗馬マシンSEX（2005年9月20日、ホットエンターテイメント）
- うまなみプレゼンツ8 S級 素人ギャル千人斬り! 4時間（2005年9月23日、ケイ・エム・プロデュース）…うまなみ。作品『S級素人ギャル千人斬り! vol.2』のセルDVD化作品
- Eromo（2005年9月26日、ブレイブキング）
- チンポを見たがる女たち 19 社員旅行編（2005年10月1日、MOODYZ）
- 雌女anthology ＃023 女の口は嘘をつく。（2005年10月4日、アウダースジャパン）
- 会員制高級ソープ二輪車限定 長身美脚専門店（2005年10月7日、GLAY'z）
- デジモ攻め（2005年10月21日、GLAY'z）
- 夏生!ビキニギャルズ! 4時間〜ザーメンスコールSPECIAL〜（2005年10月21日、おかず。（ケイ・エム・プロデュース））…『夏生!ビキニギャルズ!』のセルDVD化作品
- 集団痴女キャバ嬢 完全版（2005年10月28日、おかず。(ケイ・エム・プロデュース)）
- うまなみプレゼンツ 17 桃尻娘。4時間（2006年4月21日、おかず。（ケイ・エム・プロデュース））…うまなみ。作品『桃尻娘。2』のセルDVD化作品

REINA 名義
- 美脚PUSSY（2005年12月1日、アイデアポケット）
- バーチャルEXDX 痴女ハーレム 2 極上エロリスト（2006年1月1日、アイデアポケット）
- SPERMANIA VOL.13（2006年2月1日、アイデアポケット）
- 女王REINAの教室（2006年2月1日、ワンズファクトリー）
- 美脚痴女遊戯（2006年2月4日、タカラ映像）
- デジタルコカン（2006年2月13日、マルクス兄弟）
- 制服トランス（2006年3月1日、ワンズファクトリー）※レイナとして出演
- ハイパー スレスレ モザイク vol.9（2006年3月4日、アイエナジー）
- 長身女教師の接吻と淫語の世界（2006年3月13日、マルクス兄弟）
- PORNOGRAPH 02（2006年3月31日、グラフィス）オムニバス作品
- 淫乱痴女オフィス（2006年4月7日、プレミアム）
- 生姦 美人教師中出し絶頂（2006年4月7日、GLAY'z）
- トリプル痴女DX（2006年4月13日、MOODYZ）
- 体感ファックif...43　もしもかわいい妹がいやらしくHをおねだりしてきたら（2006年5月7日、桃太郎映像出版）
- REINA スペシャル BABY ACTION!!（2006年6月7日、桃太郎映像出版）
- REINA スペシャル COSPLAY TRIP（2006年6月7日、桃太郎映像出版）
- MASOCHISM PUSSY REINA 長身×アブノーマル×恥辱（2006年8月7日、桃太郎映像出版）
- SPERM CRAZY REINA 長身×ぶっかけ×凌辱（2006年8月7日、桃太郎映像出版）
- 完全撮り下ろし ハメ撮リミックス（2007年6月7日、桃太郎映像出版）

他